# Baseball Stars 2
Baseball Stars 2  (Japans: ベースボールスター2; Bēsubōru Sutā 2) is een computerspel dat in 1992 werd uitgebracht. Het spel is een sportspel waarbij de speler honkbal kan spelen. 

## Platforms
| Jaar | Platform                                                      |
| ---- | ------------------------------------------------------------- |
| 1992 | NES, Arcade, Neo Geo, PlayStation 3, PSP, Wii Virtual Console |
| 1994 | Neo Geo CD                                                    |
| 2007 | Wii Virtual Console                                           |
| 2011 | PlayStation 3                                                 |

In 2008 kwam het spel via SNK Arcade Classics Vol.1 uit voor de PlayStation 2, PlayStation Portable, Wii.

## Ontvangst
| Beoordeeld door                      | Jaar | Platform   | Score |
| ------------------------------------ | ---- | ---------- | ----- |
| The Video Game Critic                | 2001 | NES        | 100%  |
| NES Archives                         | 2002 | NES        | 100%  |
| GameFan Magazine                     | 1992 | Neo Geo    | 98%   |
| Player One                           | 1992 | Neo Geo    | 92%   |
| The Video Game Critic                | 2002 | Neo Geo    | 91%   |
| Nintendo Life                        | 2007 | Wii        | 80%   |
| Video Games & Computer Entertainment | 1995 | Neo Geo CD | 80%   |
| All Game Guide                       | 1998 | Neo Geo    | 70%   |
| Defunct Games                        | 2004 | Neo Geo    | 67%   |
| Game Freaks 365                      | 2005 | NES        | 66%   |